# Guzmania glaucophylla
Guzmania glaucophylla är en gräsväxtart som beskrevs av Werner Rauh. Guzmania glaucophylla ingår i släktet Guzmania och familjen Bromeliaceae. Inga underarter finns listade i Catalogue of Life.